# Hamish Michael
Hamish Michael es un actor australiano conocido por haber interpretado a Richard Stirling en la serie Crownies.

## Carrera
En 2006 interpretó a Leon Dyer en la serie Blue Heelers, anteriormente había aparecido por primera vez en la serie en 2004 donde interpretó a Antony Beaumont en el episodio "On the Inside". Ese mismo año apareció en un episodio de la miniserie Nightmares & Dreamscapes: From the Stories of Stephen King.
En 2010 apareció en dos episodios de la serie Spirited donde interpretó al joven Billy Brixton.
En 2011 se unió al elenco de la serie Crownies basada en cómo jóvenes abogados tienen que luchar para sacar adelante sus casos en donde interpretó al abogado Richard Stirling hasta el final de la serie después de sólo una temporada el 1 de diciembre del mismo año, luego de que se decidiera hacer un spin-off de la serie en vez de una segunda temporada.
En 2012 apareció en la miniserie Howzat! Kerry Packer's War donde interpretó a Doug Walters, junto a Lachy Hulme, Matthew Le Nevez y Richard Davies.
En 2013 se unió al elenco principal de la miniserie Power Games: The Packer-Murdoch Story donde interpretó a Bruce Gyngell, un influyente ejecutivo de televisión australiano. y obtuvo un pequeño papel en la película The Great Gatsby protagonizada por  Leonardo DiCaprio, Carey Mulligan y Joel Edgerton.
En 2014 aparecerá en el spin-off de Crownies llamado Janet King donde interpretará nuevamente al abogado Richard Stirling.

## Filmografía

### Series de televisión
| Año             | Título                                | Personaje        | Notas                                 |
| --------------- | ------------------------------------- | ---------------- | ------------------------------------- |
| 2014 - presente | Janet King                            | Richard Stirling | 24 episodios                          |
| 2013            | Miss Fisher's Murder Mysteries        | Raymond Hirsch   | episodio "Framed For Murder"          |
| 2013            | Redfern Now                           | Steven           | episodio "Where The Heart Is"         |
| 2013            | Power Games: The Packer-Murdoch Story | Bruce Gyngell    | 2 episodios - miniserie               |
| 2012            | Howzat! Kerry Packer's War            | Doug Walters     | 2 episodios - miniserie               |
| 2011            | Crownies                              | Richard Stirling | 22 episodios                          |
| 2010            | Spirited                              | Billy Brixton    | 2 episodios                           |
| 2008            | City Homicide                         | Marcus Linton    | episodio "Jury Duty"                  |
| 2006            | Nightmares & Dreamscapes              | Road Virus       | episodio "The Road Virus Heads North" |
| 2006            | Blue Heelers                          | Leon Dyer        | episodio "Burning Up"                 |
| 2004 - 2005     | The Secret Life of Us                 | Mini Evan        | 3 episodios                           |
| 2004            | Stingers                              | Tony McKinnon    | episodio "Starlight Hotel"            |

### Películas
| Año  | Título                       | Personaje    | Notas                                                              |
| ---- | ---------------------------- | ------------ | ------------------------------------------------------------------ |
| 2013 | The Great Gatsby             | Empleado     | junto a Ben McIvor & Brian Rooney                                  |
| 2008 | Em 4 Jam                     | Steve        | junto a Kat Stewart                                                |
| 2007 | Lucky Miles                  | Peter Coade  | junto a Dan Wyllie, Geoff Morrell & Tevi Fanning                   |
| 2007 | Heaven                       | Jamie        | junto a Anya Beyersdorf                                            |
| 2006 | Ingrid Sits Holding a Knife  | Phillip      | corto - junto a Sophie Ross                                        |
| 2005 | The Heartbreak Tour          | Jason        | junto a Anthony Hayes, Nathaniel Dean & Toby Schmitz               |
| 2004 | Heartworm                    | Ollie        | corto - junto a Patrick Brammall, Samantha Tolj, Christopher Brown |
| 2004 | Homesick                     | Nick Collins | corto - junto a Nicholas Bell, Alexandra Schepisi & Suzy Cato      |
| 2003 | Sweetness and Light          | Billy        | corto - junto a Claire Paradine                                    |
| 2002 | The Only Person in the World | Damien       | corto - junto a Claudia Buttazzoni                                 |

### Compositor
| Año              | Título           | Notas             |
| ---------------- | ---------------- | ----------------- |
| 2007, 2008, 2009 | Spring Awakening | obra - compositor |

### Teatro[5]
| Año        | Obra                       | Personaje | Director (a)     | Teatro              | Notas                                                                  |
| ---------- | -------------------------- | --------- | ---------------- | ------------------- | ---------------------------------------------------------------------- |
| 2012       | Death of a Salesman        | Happy     | -                | Belvoir St. Theatre | junto a Genevieve Lemon, Colin Friels & Patrick Brammall               |
| 2011       | As You Like It             | -         | Eamon Flack      | Belvoir Theatre     | junto a Alison Bell, Ashley Zukerman, Bille Brown & Gareth Davies      |
| 2010       | The Trial                  | -         | Matthew Lutton   | Malthouse Theatre   | junto a Ewen Leslie, Belinda McClory, John Gaden & Rita Kalnejais      |
| 2009, 2010 | Optimism                   | -         | Michael Kantor   | Merlyn Theatre      | junto a Caroline Craig, Barry Otto, Alison Whyte & David Woods         |
| 2009       | Woyzeck                    | -         | -                | -                   | junto a Mitchell Butel, Bojana Novakovic & Socratis Otto               |
| 2008       | Moving Target              | -         | Benedict Andrews | Odeon Theatre       | junto a Alison Bell, Julie Forsyth & Robert Menzies                    |
| 2006       | Eldorado                   | -         | Benedict Andrews | Malthouse Theatre   | junto a Gillian Jones, Robert Menzies, Bojana Novakovic & Alison Whyte |
| 2006       | Ray's Tempest              | -         | Bruce Myles      | Fairfax Theatre     | junto a Kim Gyngell, William McInnes, Genevieve Picot & Alex Schepisi  |
| 2005       | Two Brothers               | -         | Simon Phillips   | Civic Theatre       | junto a Rodney Afif, Caroline Brazier, Diane Craig & Garry McDonald    |
| 2004       | Sweet Staccato Rising      | -         | Lauren Taylor    | -                   | junto a Lauren Urquhart                                                |
| 2002       | Lifeline                   | -         | Uwe Mengel       | -                   | junto a Vanessa Case, Kathleen Murphy & Eva Parkin                     |
| 1976       | Medea/The Poet & the Women | -         | -                | -                   | junto a Andrew Bleby, Shaun Rigby & David Roberts                      |

## Premios y nominaciones
| Año  | Categoría                                            | Premio               | Serie      | Resultado |
| ---- | ---------------------------------------------------- | -------------------- | ---------- | --------- |
| 2016 | Best Guest Or Supporting Actor In A Television Drama | AACTA Award          | Janet King | Nominado  |
| 2012 | Most Outstanding New Talent                          | Graham Kennedy Award | Crownies   | Nominado  |